# James Thornton
James Thornton (Bradford; 31 de octubre de 1975) es un actor inglés conocido por haber interpretado a John Barton en la serie Emmerdale Farm.

## Biografía
James nació en Bradford, West Yorkshire.
El 13 de febrero de 2010 James sufrió un accidente, siendo atropellado por un coche durante un viaje a Londres. Thorton fue atendido por golpes y lesiones en las piernas y rodillas; más tarde James se recuperó.
En diciembre de 2003 se casó con la actriz Joanna Page. En septiembre de 2012 la pareja anunció que estaban esperando a su primer hijo juntos. Finalmente, el 15 de febrero de 2013 nació su primera hija, Eva Madelief Russell Thornton.
El 10 de octubre de 2014 se anunció que la pareja estaba esperando su segundo bebé juntos. El 1 de abril de 2015 le dieron la bienvenida a su segundo hijo, Kit James Thornton. El 19 de junio de 2016 anunciaron que estaban esperando su tercer bebé juntos, y el 13 de diciembre del mismo año le dieron la bienvenida a su tercer hijo, Noah Wilder Russell Thornton. En agosto de 2021, la pareja anunció que estaban esperando su cuarto hijo. En diciembre de 2021 anunciaron el nacimiento de su hija Boe Willow Russell.

## Carrera
James participó en 24 Hours Emmerdale > EastEnders junto a los actores Tom Lister, Rik Makarem, Kelvin Fletcher,  el productor Steve November y Ed Gration.
En el 2008 interpretó al oficial Jake Loughton en la serie Holby Blue.
El 17 de junio de 2009 se unió al elenco de la exitosa serie británica Emmerdale Farm donde interpretó al ecantador granjero John Barton, hasta el 16 de febrero de 2012 después de que su personaje tuviera un accidente automovilístico en donde su coche cayó de un acantilado y muriera en el hospital debido a las hemorragias. En noviembre del 2011 se anunció que James dejaría la serie en el 2012.
El 12 de mayo de 2011 apareció en el programa para caridad "Let's Dance for Comic Relief", donde ganó el concurso.

## Filmografía

### Series de Televisión
| Año         | Título             | Personaje                   | Notas                               |
| ----------- | ------------------ | --------------------------- | ----------------------------------- |
| 2013        | Frankie            | Shanre Stynes               | episodio # 1.5                      |
| 2009 - 2012 | Emmerdale Farm     | John Barton                 | 247 episodios                       |
| 2008        | Holby Blue         | P.C. Jake Loughton          | 6 episodios                         |
| 2008        | The Palace         | Milton Bishop               | episodio # 1.5                      |
| 2007        | Kingdom            | Rupert                      | episodio # 1.1                      |
| 2007        | Holby City         | James Wilson                | episodio "What Lies Beneath"        |
| 2006        | Vincent            | Daniel Stephens             | episodio # 2.4                      |
| 2006        | Where the Heart Is | Gareth                      | episodio "Don't Look Back in Anger" |
| 2006        | Dalziel and Pascoe | Hugh Shadwell               | 6 episodios                         |
| 2005        | No Angels          | Marcus                      | 3 episodios                         |
| 2003 - 2004 | Red Cap            | SSgt. Philip "Hippie" Roper | 12 episodios                        |
| 2003        | Between the Sheets | Simon Delany                | miniserie                           |
| 2000        | Silent Witness     | Douglas                     | episodio "The World Cruise"         |
| 2000        | Playing the Field  | Scott Bradley               | 2 episodios                         |
| 1999        | The Bill           | Robert Stern                | episodio "Ring-a-Ring O'Roses"      |
| 1997 - 1999 | The Lakes          | Pete Quinlan                | 14 episodios                        |

### Películas
| Año  | Título                                                | Personaje                  | Notas                                                                        |
| ---- | ----------------------------------------------------- | -------------------------- | ---------------------------------------------------------------------------- |
| 2013 | The Last Witch                                        | -                          | junto a Steve Bell, Gregg Chillin, Katherine Kelly, Maimie McCoy & Anne Reid |
| 2009 | Suicide Man                                           | Paul Thomas                | corto - junto a Andy Serkis & Michelle Fairley                               |
| 2008 | Breathe                                               | Policía                    | junto a David Anderson                                                       |
| 2003 | Behind Closed Doors                                   | Joe Healy                  | junto a Liam Noble & Aaron Taylor-Johnson                                    |
| 2001 | Red Cap                                               | Sgt. Philip 'Hippie' Roper | junto a Tamzin Outhwaite                                                     |
| 1999 | David Copperfield                                     | Ham Peggotty               | junto a Maggie Smith, Alun Armstrong & Emilia Fox                            |
| 1999 | Elephant Juice                                        | Rock                       | junto a Mark Strong & Emmanuelle Béart                                       |
| 1999 | Plunket & Macleane                                    | Catchpol                   | junto a Jonny Lee Miller & Robert Carlyle                                    |
| 1998 | Entre Gigantes                                        | Steven "Steve"             | junto a Andy Serkis, Rachel Griffiths & Pete Postlethwaite                   |
| 1997 | Forbidden Territory: Stanley's Search for Livingstone | Reportero de Londres       | junto a Aidan Quinn & Nigel Hawthorne                                        |

### Teatro
| Año | Obra            | Director     | Notas               |
| --- | --------------- | ------------ | ------------------- |
| -   | Charles Dickens | Ham Peggotty | junto a Joanna Page |

## Premios y nominaciones
| Año  | Categoría          | Premio                     | Serie          | Resultado |
| ---- | ------------------ | -------------------------- | -------------- | --------- |
| 2012 | Best Exit          | British Soap Award         | Emmerdale Farm | Nominado  |
| 2010 | Sexiest Male       | British Soap Award         | Emmerdale Farm | Nominado  |
| 2010 | Best Soap Newcomer | TV Quick & TV Choice Award | Emmerdale Farm | Nominado  |